# Нуньо Фернандес (граф Кастилии)
Ну́ньо Ферна́ндес (исп. Nuño Fernández; умер после 932) — граф Кастилии и Бургоса (920—926).

## Биография
Происхождение Нуньо Фернандеса точно неизвестно, но предполагается, что он был сыном графа Фернандо Нуньеса и его жены Гутины Диас. Его старшим братом был граф Кастилии Гонсало Фернандес.
Впервые Нуньо Фернандес упоминается в «Хронике Сампиро» в числе кастильских графов, в 920 году арестованных по приказу короля Леона Ордоньо II во время переговоров в Техаресе (на реке Каррион). Среди взятых под стражу, кроме Нуньо Фернандеса, были также граф Кастилии Фернандо Ансурес, Аболмондар Албо и его сын Диего. Всем им вменялось в вину неприбытие с войсками к Ордоньо II, из-за чего король потерпел поражение от мавров в битве при Вальдехункере, и подготовка мятежа. Вскоре после ареста Нуньо Фернандесу удалось полностью оправдаться перед королём Леона и даже получить от Ордоньо II освободившийся пост графа Кастилии. Первая хартия, в которой он упоминается с этим титулом, датирована 13 сентября 921 года.
О правлении Нуньо Фернандеса, из-за ограниченности дошедших до нас исторических источников этого периода, почти ничего не известно. Некоторые детали восстанавливаются историками по упоминаниям в хартиях.
В 924 году, после смерти Ордоньо II, Нуньо Фернандес сначала поддержал сына умершего короля, Альфонса, но затем признал королём объединившего в своих руках всё королевство Фруэлу II. Это позволило Нуньо Фернандесу сохранить за собой титул графа Кастилии.
Когда король Фруэла II умер в 925 году и в королевстве Леон началась междоусобная война, Нуньо Фернандес поддержал в ней сыновей Ордоньо II, один из которых взошёл на престол под именем Альфонса IV. Об этом свидетельствует дарственная хартия, данная 25 февраля 926 года графом Кастилии и Бургоса монастырю Сан-Педро-де-Карденья. Однако вскоре, по неизвестным причинам, Нуньо Фернандес перешёл на сторону Альфонсо Фройласа, сына Фруэла II. За это он был лишён королём Альфонсом IV Леонским своих владений, которые были разделены: графство Кастилия вновь получил Фернандо Ансурес, а графство Бургос досталось Гутьеру Нуньесу.
После провала попытки Альфонсо Фройласа захватить престол королевства Леон, Нуньо Фернандес перебрался вместе с претендентом в Кантабрию. Здесь его подпись стоит под хартией от 20 марта 927 года, в которой королём Леона назван Альфонсо Фройлас, а Нуньо Фернандес назван графом, владельцем Лиебана, Сантильяна-дель-Мар и других.
Больше достоверных сведений о жизни Нуньо Фернандеса нет, хотя некоторые историки предполагают, что Нуньо Фернандес идентичен с тем Нуньо, который как арбитр подписал 1 мая 932 года хартию в споре между графом Кастилии Фернаном Гонсалесом и монастырём Сан-Педро-де-Карденья.
Единственным ребёнком Нуньо Фернандеса был сын Диего.

## Карты
- Территориальный рост Кастилии в VIII—X веках
- Заселение долины Дуэро в IX—X веках